# Marquesado de Alcañices
El marquesado de Alcañices es un título nobiliario español concedido por Carlos I de España el 15 de diciembre de 1533 a Francisco Enríquez de Almansa por su participación en la batalla de Villalar luchando en el bando realista contra los Comuneros. Su nombre hace referencia a la villa de Alcañices (Zamora), cuyo señorío gozaba la persona a la que fue concedido el título. 
El 30 de agosto de 1626 el rey Felipe IV de España le concedió la Grandeza de España, siendo titular Álvaro Enríquez de Borja, séptimo marqués, montero mayor del rey y capitán general de las galeras de Nápoles.
Se trata de un título nobiliario que no está sujeto a la agnación masculina, por lo que ha sido ocupado por herederas, hecho que da lugar a que no siga una sucesión directa dentro del mismo linaje.
Tras fallecer en 1713 sin sucesión la IX marquesa, Teresa Enríquez de Velasco, el marquesado pasó a la familia Enríquez, duques de Medina de Rioseco y Almirantes de Castilla, y una vez fallecida la XI marquesa, María de la Almudena Enríquez de Cabrera y Almansa, en 1741 el título pasó a manos de los condes de Grajal.
Finalmente, el condado de Grajal y todos los títulos acumulados por la Casa pasaron a formar parte del ducado de Alburquerque.

## Marqueses de Alcañices
- Francisco Enríquez de Almansa (m. 1541), I marqués de Alcañices.[1]

Se casó en 1500 con Isabel de Ulloa (m. 20 de octubre de 1544).  Le sucedió su hijo:
- Juan Enríquez de Almansa y Ulloa (m. antes de 1544), II marqués de Alcañices.[1]

Se casó con Elvira de Rojas. Le sucedió su hijo:
- Francisco Enríquez de Almansa y Rojas (m. 1549), III marqués de Alcañices.[1]  Le sucedió su hermano:[1]

- Juan Enríquez de Almansa y Rojas (m. 1559), IV marqués de Alcañices.[1]

Contrajo matrimonio el 20 de abril de 1550 con Juana de Borja.  Le sucedió su hija:
- Elvira Enríquez de Almansa y Borja (m. 1596) V marquesa de Alcañices.[1]

Contrajo un primer matrimonio el 6 de mayo de 1564 con Álvaro de Borja, embajador en Roma, e hijo de San Francisco de Borja. Una hija de este matrimonio, Tomasa de Borja Enríquez, se casó con Juan de Vega y Enríquez, I conde de Grajal. Contrajo un segundo matrimonio en 1592 con Juan de Tovar (m. junio de 1594). Se casó en terceras nupcias alrededor de 1595 con Hernando de Vega (m. después de 1596).  Le sucedió su hijo del primer matrimonio:
- Antonio Enríquez de Borja (m. 1597), VI marqués de Alcañices.[1]

Se casó con Leonor de Toledo y Vega.  Le sucedió su hijo:
- Álvaro Enríquez de Borja (m. 1643), VII marqués de Alcañices, grande de España, capitán general de las galeras de Nápoles y de su caballería, montero y cazador mayor.[1]

Contrajo matrimonio en 1612 con Inés de Guzmán y Pimentel.  Le sucedió su primo:
- Juan Enríquez de Borja y Almansa (m. 17 de marzo de 1675), VIII marqués de Alcañices.[1]

Contrajo un primer matrimonio el 28 de febrero de 1634 con Ana de la Cueva Enríquez (m. 3 de diciembre de 1650).  Volvió a casar el 30 de septiembre de 1651 con Juana de Velasco Guzmán (m. 20 de febrero de 1688).  Le sucedió su hija del segundo matrimonio:
- Teresa Enríquez de Almansa Borja Inca de Loyola (m. 1713), IX marquesa de Alcañices.[3]

Se casó el 1 de mayo de 1674 con Luis Enríquez de Cabrera (m. octubre de 1713), VIII duque de Medina de Rioseco.
- Pascual Enríquez de Cabrera y Almansa  (1682-21 de enero de 1739),[1] X marqués de Alcañices[1] y IX duque de Medina de Rioseco.[4]

Le sucedió su hermana:
- María de la Almudena Enríquez de Cabrera y Almansa (m. 31 de julio de 1741), XI marquesa de Alcañices.[1]  Le sucedió su primo:[1]

- Manuel Osorio (m. 18 de septiembre de 1746), XII marqués de Alcañices.[1]

Se casó en primeras nupcias el 30 de agosto de 1696 con María Luisa de Cárdenas (m. 5 de junio de 1699).  Contrajo un segundo matrimonio el 1 de febrero de 1705 con Josefa de Guzmán y Spínola (m. 2 de junio de 1732).  Le sucedió su hijo del segundo matrimonio:
- Francisco Javier Osorio y Guzmán (m. 15 de noviembre de 1747), XIII marqués de Alcañices[5]

Se casó el 8 de febrero de 1733 con María Concepción Fernández de Velasco (m. 29 de octubre de 1759).  Le sucedió su hijo:
- Manuel José Pérez Osorio y Fernández de Velasco (m. 10 de enero de 1793), XIV marqués de Alcañices[6]

Contrajo un primer matrimonio el 9 de febrero de 1754 con Dominga Cayetana de Spínola y de la Cueva (m. 17 de abril de 1773).  Se casó en segundas nupcias el 7 de mayo de 1775 con María de la Peña de Francia de Luján y Silva, condesa de Castroponce (m. 15 de marzo de 1814).  Le sucedió su hijo del primer matrimonio:
- Manuel Pérez Osorio y Spínola (m. 29 de mayo de 1813), XV marqués de Alcañices.[6]

Se casó en primeras nupcias el 7 de mayo de 1774 con María Joaquina de la Cerda (m. 12 de agosto de 1777). Contrajo un segundo matrimonio el 28 de febrero de 1786 con María Aldonza de las Mercedes de Zayas Manuel y Mendoza, III duquesa de Algete. Le sucedió su hijo del segundo matrimonio:
- Nicolás Osorio y Zayas (m. 31 de enero de 1866), XVI marqués de Alcañices y XV duque de Alburquerque,[7] dos veces grande de España. mayordomo mayor, senador, caballero de la Orden del Toisón de Oro.[8]

Se casó el 12 de septiembre de 1822 con Inés Francisca de Silva y Téllez-Girón (m. 11 de noviembre de 1865).  Le sucedió su hijo:
- José Isidro Osorio y Silva (m. 1909), XVII marqués de Alcañices y XVI duque de Alburquerque, dos veces grande de España.[9] mayordomo mayor y caballero de la Orden del Toisón de Oro.[10]

Se casó el 4 de abril de 1868 con la princesa Sophie Sergeivna Troubetzkoy (m. 8 de agosto de 1896).  Le sucedió su sobrino nieto:
- Miguel Osorio y Martos (m. 4 de mayo de 1942), XVIII marqués de Alcañices y XVII duque de Alburquerque, dos veces grande de España.[9]

Se casó el 29 de junio de 1914 con Inés Díez de Rivera y Figueroa (San Juan de la Luz, 27 de agosto de 1890-9 de febrero de 1980), hija de  Pedro Díez de Rivera y Muro y Francisca de Paula Figueroa y Torres.  Le sucedió su hijo:
- Beltran Alfonso Osorio y Díez de Rivera (1942-1994), XIX marqués de Alcañices y XVIII duque de Alburquerque,[9] dos veces grande de España, jefe de la Casa del conde de Barcelona y caballero de la Orden del Toisón de Oro.[10]

Contrajo un primer matrimonio el 2 de octubre de 1952 con María Teresa Bertán de Lis y Pidal (m. 17 de diciembre de 1969).  Se volvió a casar el 27 de junio de 1974 con María Cristina Malcampo y San Miguel, VII duquesa de Valhermoso. Le sucedió su hijo del primer matrimonio:
- Juan Miguel Osorio y Bertrán de Lis, XX marqués de Alcañices y XIX duque de Alburquerque, dos veces grande de España.[9]

Casado en primeras nupcias con Beatriz Letelier Bomchil, divorciados. En segundas nupcias se casó con Blanca Suelves y Figueroa.